# Лоран Лафітт
Лора́н Лафі́тт (фр. Laurent Lafitte; нар. 22 серпня 1973, Париж, Франція) — французький актор та гуморист.

## Життєпис / біографія
Лоран виріс у 16-му окрузі Парижа, відкриваючи для себе театр через бульварну комедію на телебаченні. Його батько був агентом з продажу нерухомості. Перший акторський досвід Лоран здобув ще підлітком, коли у його будинку проходили зйомки телефільму «Дитина і Президент» режисером фр. Régis Milcent для телеканалу FR3. Це стало йому винагородою, котру принесла відповідь на, надіслане Лораном за рекламою в газеті France-Soir, резюме зі стенда Photomaton. Лоран Лафітт відвідував приватну школу драматичного мистецтва Курси Флоран, потім навчався у Вищій національній консерваторії драматичного мистецтва в Парижі у Філіппа Едріана та Мюріель Маєтт.
1993 року Лоран набув популярності завдяки ролі Хуана в телесеріалі Академія моделей (жанр — сітком) на каналі M6
Наприкінці 1990-х, два роки перебуваючи в Англії, він вчився майстерності танцю і вокалу в акторській школі Гілфорда, пізнаючи англійську школу музичної комедії. У цей час грав у п'єсі (фр. Davina's Landed) за постановкою Бена Дюке.

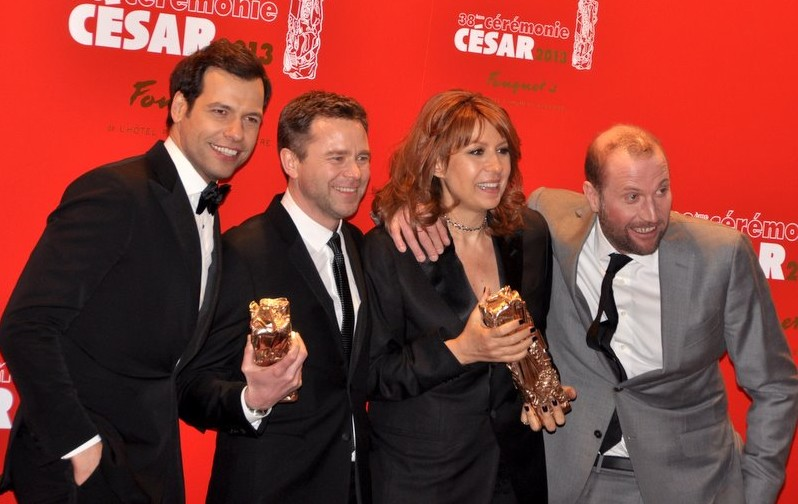
Лоран Лафітт (ліворуч) на 38-й церемонії «Сезара», поряд Гійом де Тонкедек, Валері Бенгігі та Франсуа Дам'єн.

Лоран Лафітт грав багато другорядних ролей в кіно і на телебаченні, проте у театрі він 2008 року забезпечив моноспектакль, написаний спільно з Сирілом Тувеніном і поставлений Домініком Фарружія: Лоран Лафіт, такою і є його назва. Моноспектакль досяг 100 прем'єр у Льодовому палаці в Парижі і виграв приз Ремю комедії в категорії моноспектакль за 2008 рік. 2010 року Лоран був одною з головних дійових осіб фільму Маленькі секрети.
У квітні 2011 року відбулась 25-та церемонія вручення премії Мольєра, що відбулася в Будинку мистецтв і культури Кретей.
На церемонії, яка транслювалась в прямому ефірі на каналі France 2, був презентований Лоран Лафітт. У цьому ж році він знову зіграв свій моноспектакль «Лоран Лафітт» в Театрі де Матурін в Парижі.
У січні 2012 року Лоран Лафітт був найнятий штатним актором театру «Комеді Франсез» (фр. Comédie-Française) з постійним гонораром. З січня до червня 2012 року він написав і зіграв скетч із Забу (Ізабель) Брайтман у щоденному ефірі радіопрограми «Ви лише послухайте, щоб там не сталося» на національній громадській радіостанції France Inter. І лише в останньому епізоді, 29 червня, він, виявився голосом персонажа лікаря Філіппа Больє.
У фільмі «Жарти вбік», випущеному у прокат у грудні 2012 року, Лоран Лафітт втілив образ інспектора карного розшуку Парижа, у партнерстві з Омаром Сі.
У грудні 2013 року він зіграв роль Ла Марина в «Огляді преси» Катерини і Ліліан наприкінці інформаційно-розважальної телепрограми Le Petit Journal (телепрограма) на Canal+.

## Фільмографія

### Кінофільми
- 1996: Мадам Вердо (фр. Madame Verdoux), реж. Жан-Люк Рейнод
- 1998: Насолода (фр. Le Plaisir (et ses petits tracas)), реж. Ніколас Бухріф: гість
- 1999: Улюблена теща (фр. Belle-maman), реж. Габріель Агійон: Франк
- 2000: Багряні ріки (фр. Les Rivières pourpres), реж. Матьє Кассовіц: Хюбер, син ректора
- 2002: Мій кумир (фр. Mon idole), реж. Ґійом Кане: Фабріс
- 2003: Хто вбив Памелу? (фр. Mais qui a tué Pamela Rose ?), реж. Ерік Лартіго
- 2004: Роль її життя (фр. Le Rôle de sa vie), реж. Франсуа Фавр: Арно
- 2004: Повний облом (фр. Les Gaous), реж. Ігор Секулич: Бертрам
- 2005: Глюк (фр. Narco), реж. Трістан Орует та Жіль Леллуш: ведучий Карате-шоу
- 2006: Не кажи нікому (фр. Ne le dis à personne), реж. Ґійом Кане: баск
- 2006: Президент (фр. Président), реж. Ліонель Дельпланк: депутат
- 2007: Моє місце під сонцем (фр. Ma place au soleil), реж. Ерік де Монтальєр
- 2007: Сімейна таємниця (фр. Un secret), реж. Клод Міллер: жандарм
- 2008: Гамір людського оточення (фр. Le Bruit des gens autour), реж. Дьястем: Філіп
- 2009: Кохання — це для двох (фр. L'amour c'est mieux à deux), реж. Домінік Фарружія і Арно Лемор: Сільвен
- 2010: Разом — це занадто (фр. Ensemble, c'est trop), реж. Леа Фазер: Hervé
- 2010: Маленькі секрети (фр. Les Petits Mouchoirs), реж. Ґійом Кане: Антуан
- 2011: Вірне дільце (фр. Une pure affaire), реж. Александр Коффре: Бріс Теллер
- 2011: Я, Мішель Г., мільярдер, володар світу (фр. Moi, Michel G., milliardaire, maître du monde), реж. Стефан Казанджян: Йозеф Кляйн
- 2012: Хто знову вбив Памелу Роуз? (фр. Mais qui a retué Pamela Rose?), реж. Олів'є Барру і Кад Мерад: Перкінс
- 2012: Жарти в сторону (фр. De l'autre côté du périph), реж. Давід Шаро: Франсуа Монжа (гол. роль)
- 2013: Як вкрасти діамант (фр. Duo d'escrocs / Love Punch) — реж. Джоел Хопкінс: Вінсент Кругер
- 2013: Найкращі дні попереду (фр. Les Beaux Jours), реж. Маріон Верну: Жульєн (гол. роль)
- 2013: Шумовиння днів / Піна днів (фр. L'Écume des jours), реж. Мішель Ґондрі: директор компанії (епіз.)
- 2013: Знову 16 (фр. 16 ans… ou presque), реж. Трістан Сегела: Арно Мюст'є (гол. роль)
- 2014: Клуб Печаль (фр. Tristesse Club), реж. Вінсент Меріетт: Леон
- 2014: Вона його обожнює (див.) (фр. Elle l'adore), реж. Жанна Еррі: Вінсент Лакроа (гол. роль)
- 2015: Шалене розлучення / Хочеш війни (фр. Papa ou maman), реж. Мартін Бурбулон: Вінсент Лерой (гол. роль)
- 2015: Мистецтво фуги (фр. L'Art de la fugue), реж. Бріс Ковен: гол. роль — Антуан
- 2015: Бумеранг (фр. Boomerang), реж. Франсуа Фавр: Антуан (гол. роль)
- 2016: Елль (фр. Elle), реж. Пол Верховен: Патрік (гол. роль)
- 2017: До побачення там, нагорі (фр. Si tu voyais son coeur): Анрі д'Ольне-Прадель
- 2018: Один король — одна Франція (фр. Un peuple et son roi): Людовик XVI
- 2020: Походження світу (фр. L'origine du monde): — * 2022: Жарти в сторону 2 (фр. Loin du périph): Франсуа Монжа

### Короткометражні фільми
- 1992: На вістрі шпаги (фр. Sur le fil de la lame), реж. Бертран Вайсберг
- 2001: Гучномовець (фр. Boomer), реж. Карім Адда: Дідьє
- 2007: Я маю багато планів (фр. J'ai plein de projets), реж. Карім Адда
- 2007: Цього 17 березня (фр. La 17e marche), реж. Карім Адда
- 2013: Чистий (англ. Clean), реж. Бенжамін Бухана: Ерік

### На телебаченні

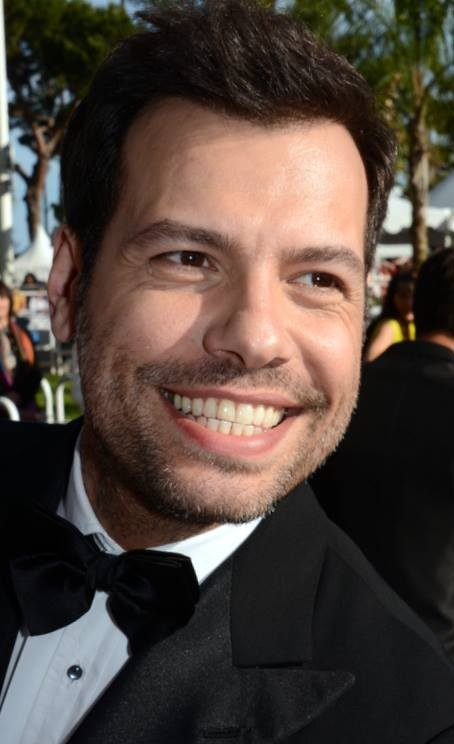
Лоран Лафітт на Каннському кінофестивалі 2013 року.

- Участь у 20 різноманітних проєктах на телебаченні в період упродовж 1988—2013 рр.
- 2012: Пташина пісня (фр. Birdsong) епізод 1 сезон 1 реж. Філліп Мартін: Рене Азаїр

## Театр

### ПозаКомеді Франсез
- Акторська гра у 15 театральних, здебільшого комедійних постановках упродовж 1994—2011 рр.

### Утеатрі Комеді Франсез
- Участь у 5 постановках за період штатної акторської роботи у театрі Французької комедії в період з 2012 року.

### Власна режисура
- 2007: Власна режисерська робота

## Дубляж
- 2013: Турбо (фр. Turbo): Тео псевдоним «Турбо»
- 2014: Астерікс: Земля богів 3D (фр. Astérix: Le Domaine des dieux 3D): Дублікат

## На радіо
- 2012: У щоденному ефірі радіопрограми «Ви лише послухайте, щоб там не сталося» (фр. À votre écoute, coûte que coûte) на національній громадській радіостанції (фр. France Inter)